# Ananke (mytologi)
Ananke, personifikation för naturnödvändigheten, oundvikligheten och tvångshandlande i grekisk mytologi (romersk motsvarighet: Necessitas), var partner till Chronos och mor till Aither, Moirae och ibland även Erebos och Phanes.